# Кайнак
Кайнак — деревня в Армизонском районе Тюменской области России. Входит в состав Армизонского сельского поселения.

## История
В «Списке населенных мест Российской империи» 1871 года издания (по сведениям 1868—1869 годов) населённый пункт упомянут как казённая деревня Каянацкая (Канаяцкая) Ишимского округа Тобольской губернии, при озере Каянацком, расположенная в 153 верстах от окружного центра города Ишим. В деревне насчитывался 81 двор и проживало 296 человек (117 мужчин и 120 женщин).
В 1926 году в деревне имелось 118 хозяйств и проживало 459 человек (198 мужчин и 261 женщина). Функционировала школа I ступени. В административном отношении являлась центром Кайнакского сельсовета Армизонского района Ишимского округа Уральской области.

## География
Деревня находится в южной части Тюменской области, в лесостепной зоне, в пределах Ишимской равнины, на восточном берегу Первого Кайнакского озера, на расстоянии примерно 13 километров (по прямой) к северо-западу от села Армизонское, административного центра района. Абсолютная высота — 139 метров над уровнем моря.

### Часовой пояс
Деревня Кайнак, как и вся Тюменская область, находится в часовой зоне МСК+2. Смещение применяемого времени относительно UTC составляет +5:00.

## Население
| 1989 | 2002 | 2010 |
| ---- | ---- | ---- |
| 99   | ↘84  | ↘50  |

Гендерный состав
По данным Всероссийской переписи населения 2010 года в гендерной структуре населения мужчины составляли 48 %, женщины — соответственно 52 %.
Национальный состав
Согласно результатам переписи 2002 года, в национальной структуре населения казахи составляли 55 % из 84 чел., русские — 41 %.

## Улицы
Уличная сеть деревни состоит из одной улицы (ул. Большекайнакская).